# Vertus
Vertus és un municipi francès, situat al departament del Marne i a la regió del Gran Est. L'any 2007 tenia 2.660 habitants.

## Demografia

### Població
El 2007 la població de fet de Vertus era de 2.660 persones. Hi havia 1.045 famílies, de les quals 291 eren unipersonals (121 homes vivint sols i 170 dones vivint soles), 310 parelles sense fills, 332 parelles amb fills i 112 famílies monoparentals amb fills.
La població ha evolucionat segons el següent gràfic:
Habitants censats

### Habitatges
El 2007 hi havia 1.160 habitatges, 1.051 eren l'habitatge principal de la família, 24 eren segones residències i 84 estaven desocupats. 979 eren cases i 175 eren apartaments. Dels 1.051 habitatges principals, 704 estaven ocupats pels seus propietaris, 307 estaven llogats i ocupats pels llogaters i 40 estaven cedits a títol gratuït; 17 tenien una cambra, 54 en tenien dues, 150 en tenien tres, 230 en tenien quatre i 599 en tenien cinc o més. 753 habitatges disposaven pel capbaix d'una plaça de pàrquing. A 514 habitatges hi havia un automòbil i a 418 n'hi havia dos o més.

### Piràmide de població
La piràmide de població per edats i sexe el 2009 era:
| Homes | Edats   | Dones |
| ----- | ------- | ----- |
| 0     | 95 o +  | 24    |
| 8     | 90 a 94 | 76    |
| 20    | 85 a 89 | 60    |
| 16    | 80 a 84 | 24    |
| 20    | 75 a 79 | 56    |
| 60    | 70 a 74 | 64    |
| 60    | 65 a 69 | 64    |
| 84    | 60 a 64 | 60    |
| 76    | 55 a 59 | 104   |
| 84    | 50 a 54 | 80    |
| 76    | 45 a 49 | 80    |
| 64    | 40 a 44 | 80    |
| 104   | 35 a 39 | 88    |
| 84    | 30 a 34 | 68    |
| 80    | 25 a 29 | 68    |
| 68    | 20 a 24 | 60    |
| 84    | 15 a 19 | 96    |
| 104   | 10 a 14 | 68    |
| 84    | 5 a 9   | 44    |
| 36    | 0 a 4   | 44    |

## Economia
El 2007 la població en edat de treballar era de 1.580 persones, 1.205 eren actives i 375 eren inactives. De les 1.205 persones actives 1.118 estaven ocupades (598 homes i 520 dones) i 87 estaven aturades (40 homes i 47 dones). De les 375 persones inactives 161 estaven jubilades, 114 estaven estudiant i 100 estaven classificades com a «altres inactius».

### Ingressos
El 2009 a Vertus hi havia 1.030 unitats fiscals que integraven 2.430,5 persones, la mediana anual d'ingressos fiscals per persona era de 20.312 €.

### Activitats econòmiques
Dels 166 establiments que hi havia el 2007, 4 eren d'empreses extractives, 17 d'empreses alimentàries, 4 d'empreses de fabricació d'altres productes industrials, 17 d'empreses de construcció, 36 d'empreses de comerç i reparació d'automòbils, 10 d'empreses de transport, 11 d'empreses d'hostatgeria i restauració, 1 d'una empresa d'informació i comunicació, 13 d'empreses financeres, 7 d'empreses immobiliàries, 17 d'empreses de serveis, 16 d'entitats de l'administració pública i 13 d'empreses classificades com a «altres activitats de serveis».
Dels 40 establiments de servei als particulars que hi havia el 2009, 1 era una oficina d'administració d'Hisenda pública, 1 gendarmeria, 1 oficina de correu, 4 oficines bancàries, 5 tallers de reparació d'automòbils i de material agrícola, 1 taller d'inspecció tècnica de vehicles, 1 autoescola, 5 paletes, 3 fusteries, 4 lampisteries, 3 electricistes, 5 perruqueries, 3 restaurants, 1 agència immobiliària i 2 salons de bellesa.
Dels 12 establiments comercials que hi havia el 2009, 2 eren supermercats, 1 un supermercat, 3 fleques, 1 una fleca, 1 una peixateria, 2 botigues de roba, 1 una botiga d'equipament de la llar i 1 una joieria.
L'any 2000 a Vertus hi havia 300 explotacions agrícoles que ocupaven un total de 2.256 hectàrees.

## Equipaments sanitaris i escolars
El 2009 hi havia 1 psiquiàtric i 1 farmàcia.
El 2009 hi havia 1 escola maternal i 2 escoles elementals. Vertus disposava d'un col·legi d'educació secundària amb 330 alumnes.

## Poblacions més properes
El següent diagrama mostra les poblacions més properes.